# Idioma francoitaliano
El franco-italiano, también conocido como franco-veneciano, franco-véneto o franco-lombardo, fue una lengua literaria utilizada en partes del norte de Italia, donde las lenguas vernaculares eran lenguas galoitálicas. Este franco-italiano en sus diferentes variantes se empleó desde mediados del siglo XIII hasta finales del siglo XIV. Fue empleada por escritores como Brunetto Latini y Rustichello da Pisa y casi con seguridad era sólo una lengua escrita, no una hablada.
A falta de una forma estándar para las obras literarias de las lenguas galoitálicas de la época, los escritores de géneros como el romance emplearon una lengua híbrida fuertemente influida por la lengua francesa (en este periodo, denominado langue d'oïl). A veces describían este tipo de franco-italiano literario simplemente como francés.
La literatura franco-italiana comenzó a aparecer en el norte de Italia en la primera mitad del siglo XIII, con el Livre d'Enanchet. Su vitalidad se agotó hacia el siglo XV con la copia turinesa del Huon d'Auvergne (1441).
Entre las obras maestras más destacadas se encuentran dos versiones de la Chanson de Roland, la primera versión de Los viajes de Marco Polo y la Entrée d'Espagne.
El último texto original de la tradición franco-italiana es probablemente Aquilon de Bavière de Raffaele da Verona, que lo escribió entre 1379 y 1407.